# 카바디

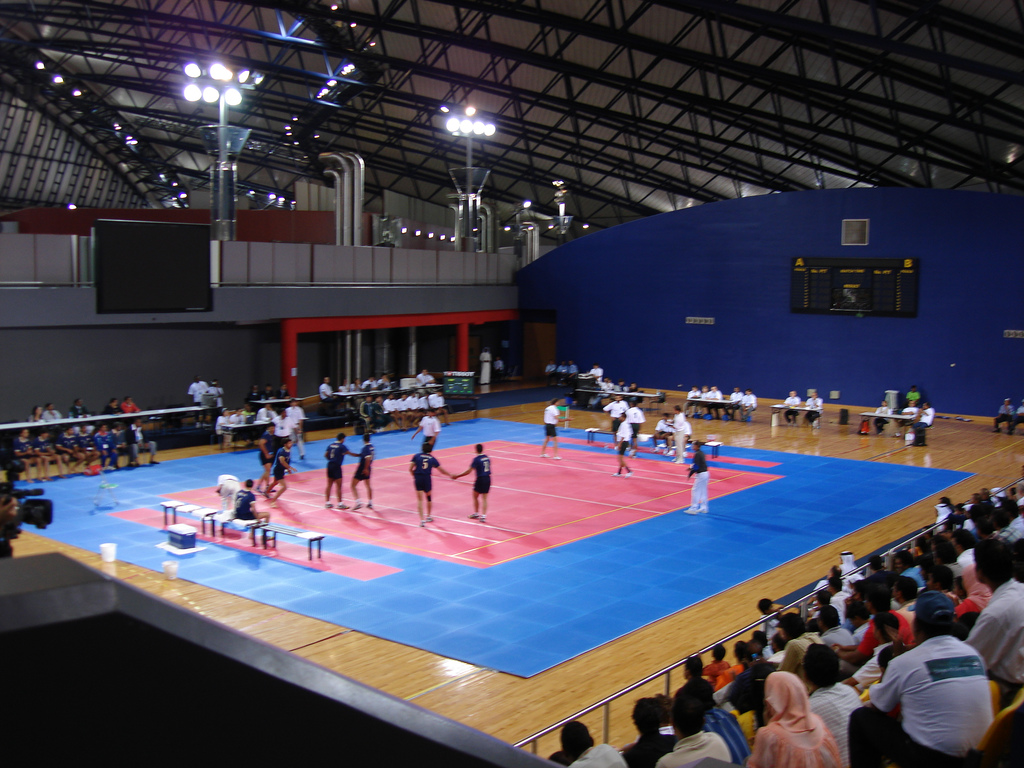
2006년 도하 아시안 게임때 카바디 경기 모습.

카바디(Kabaddi, 힌디어: कबड्डी)는 팀 스포츠의 하나이다. 한 팀의 공격수가 수비수를 터치한 뒤 자기 진영으로 무사히 되돌아오면 점수를 얻고, 반대로 터치당한 수비수들이 그 공격수가 자기 진영까지 가지 못하도록 막으면 되려 점수를 얻는 방식으로 진행한다. 공격수가 상대 진영으로 넘어갈 때면 '카바디 카바디 카바디' 하고 계속해서 연호해야 한다는 점도 큰 특징이다.
카바디는 인도와 파키스탄, 이란, 방글라데시를 비롯한 남아시아 국가에서 인기가 많다. 카바디란 운동 자체는 이란과 인도 지역에서 모두 그 기원을 찾을 수 있지만, 20세기에 접어들면서 인도에서 지금의 종목으로 정립시키면서 대중화되었다. 인도에서는 각 주마다 카바디 대회가 열리며 정식 프로리그도 열린다. 현재 아시안 게임의 정식 종목으로 채택되어 있으며, 1990년 베이징 대회 첫 도입 이후 2014년 인천 대회까지 인도는 남녀 모두 금메달을 차지하였다. 그러나 2018년 자카르타 대회에서는 남녀 모두 조별리그까지는 순조롭게 갔으나, 토너먼트에선 이란에게 패하여 금메달이 좌절되었다.

## 개요

### 유래
인도 고대 서사시 ‘바가바드기타’에 등장하는 두 부족간 전쟁에서 유래되었다고 한다. 판바다족 왕자 아비마뉴는 상대 부족 카우라바스 영내로 침투했지만, 7명의 적에게 포위돼 전사했는데, 이를 기리어 고대 인도 병법으로 기원을 두게 되었다.

### 경기방식
이 종목은 일종의 격투기와 술래잡기를 결합한 경기다. 경기장규격은 남자경기의 경우 길이 12.5m, 폭 6.25m, 여자 경기에서는 길이 11m, 폭 5.5m으로 정해져있고,
가운데에 줄을 긋고 각각 두 편으로 나뉘어 공격과 방어를 교대로 반복한다. 한 팀의 인원은 12명이며 경기에는 7명이 참여한다. 공격하는 팀의 선수 1명이 적진으로 들어가 상대 선수를 손이나 발로 터치하고 자신의 진지로 돌아오면 득점한다. 공격 선수를 '레이더'(raider)라 하는데 '레이더'는 공격 중에 숨을 쉬지 않고 "카바디"를 되풀이하여 외쳐야 한다. ‘카바디’는 인도어로 ‘숨을 참는다’는 뜻이다. 이때 "카바디"를 외치던 소리가 끊어지거나 상대 선수에게 붙잡히면 실점을 하게 된다.
이 종목은 남아시아 일대에 널리 보급되어 있으며 인도와 방글라데시에서는 국기(國技)가 되었다. 1990년 베이징 아시안 게임때 남자부분에 정식 종목이 됐고, 2010년 광저우 아시안게임에 여자 종목도 정식 종목으로 인정되었다.

## 국제 카바디 연맹 가맹국 목록

### 아시아
- 아프가니스탄
- 방글라데시
- 부탄
- 캄보디아
- 아프가니스탄
- 인도
- 인도네시아
- 이란
- 일본
- 카자흐스탄
- 말레이시아
- 몰디브
- 네팔
- 오만
- 파키스탄
- 대한민국
- 스리랑카
- 태국
- 투르크메니스탄

### 유럽
- 오스트리아
- 프랑스
- 독일
- 영국
- 이탈리아
- 노르웨이
- 스페인
- 스웨덴

### 오세아니아
- 오스트레일리아

## 같이 보기
- 기 빼앗기 경기
- 잘리카투